# Eugenia oblongata
Eugenia oblongata är en myrtenväxtart som beskrevs av Otto Karl Berg. Eugenia oblongata ingår i släktet Eugenia och familjen myrtenväxter. Inga underarter finns listade i Catalogue of Life.